# Passage du Pic du Thabor
Pour les articles homonymes, voir Thabor.
Le passage du Pic du Thabor est un col des Alpes françaises situé à 2 952 mètres d'altitude dans le département de la Savoie, entre les communes d'Orelle et de Valmeinier.

## Toponymie
Thabor possède une étymologie relevant principalement de l'onomastique locale : ce terme, associé à plusieurs sommets du massif des Cerces, pourrait dériver d'un nom de famille mauriennais.

## Géographie
Le col est au nord-ouest du pic du Thabor (3 207 mètres). Il se trouve sur la limite communale d'Orelle et de Valmeinier, en Savoie.